# Earophila switzeraria
Earophila switzeraria là một loài bướm đêm trong họ Geometridae.